# Емануило Јанковић
Емануило Јанковић (Нови Сад, 1758 — Суботица, 23. септембар 1791) био је српски писац, преводилац, природњак, књижар и штампар. Емануило Јанковић потиче из херцеговачке породице досељене у првој половини 18. века. Новосађани и његови пријатељи су га народски звали Манојло. Одрастао је у вишенационалној средини и могао је да се споразумева на више различитих језика. Када је Нови Сад добио статус слободног краљевског града његов отац Сава Јанковић, имућни новосадски трговац, је био један од грађана који су 1748. године положили заклетву да би добили поданство аустријске царевине.  Сава Јанковић је сакупљао старине и уметничке предмете, а у кући је имао библиотеку у којој су се налазиле црквене и стране књиге. Породица његове мајке Саре, Милорадовић, такође је поседовала значајан број књига, што је могло бити пресудно за одабир његовог животног позива.
Емануило Јанковић био је један од познатих културних прегалаца, и по многима, ученик Доситеја Обрадовића, преводилац и један од првих српских природњака у 18. веку. Он је био први који је хтео да оснује самосталну српску штампарију, први писац трактата из физике међу Србима и први творац тзв. посрба – драма узиманих од других народа и адаптираних у српском стилу, духу и језику. Сусрет Доситеја и Јанковића треба схватити симболично, јер је остало спорно када и где су се сусрели. Такође, спорна је претпоставка Милана Шевића да је онај „благоразумни и љубведостојни господин“ био управо Доситеј Обрадовић са којим се сусрео Емануило Јанковић на „прошастом пазару у Лајпцигу“, који он помиње у епистоли уз његову књигу Физическоје сочињеније.
Сва српска књижевност с краја 18. века често се назива постдоситејевском, јер је настајала под директним утицајима идеја које је пропагирао Доситеј Обрадовић, а људи који су је писали често се називају Доситејевим ученицима. Не треба заборавити ни да је то још увек недовољно формирана национална књижевност, настала на темељима који су зидани мимо њеног традиционалног утемељења у култури средњег века. Тим пре су њени ствараоци и сами помало били збуњени сопственом националном свешћу сукобљеном са утицајима који су долазили из другачијих и страних европских држава. Те државе, нарочито Немачка и Мађарска, па и Француска и Италија, у овом периоду су већ имале конституисану државну и законодавну власт, као што су имале и универзитете и институције које су неговале културни живот. Због тога су Срби образовани на њиховим универзитетима након повратка у своју земљу били помало и пионири у много чему, нарочито у науци. А тадашња књижевност можда се и не би могла назвати књижевношћу у данашњем схватању те речи, али за то време је свака писана-штампана реч била драгоценост. Један од таквих културних прегалаца и по многима ученик Доситеја Обрадовића био је и Емануило Јанковић, са којим се Доситеј и дописивао, али њихова преписка није сачувана.

## Биографија
Прецизни подаци из биографије Емануила Јанковића до данас нису познати. Као година његовог рођења узима се 1758. а место рођења је Нови Сад, иако ће он сам доцније да тврди да је рођен у Србији, у Београду. То је било из истих оних разлога из којих је Доситеј својевремено говорио да је родом из Србије, да би тиме потцртао своју припадност српском национу.
Емануило је син Саве Јанковића богатог новосадског трговца и Саре, рођ. Милорадовић. Од шесторо њихове деце, познати су Емануил и Јован. Брат Јован је касније био угледни новосадски трговац, књижар, издавач и штампар. Основну школу Емануило је завршио у Новом Саду, а вероватно и средњу, и то протестантску. С обзиром на то да су тада преовлађивале римокатоличке и језуитске школе, српски родитељи су радије своју децу слали међу протестантске учитеље. Тако је за првога директора Новосадске гимназије дошао протестант Павел Јозеф Шафарик, познати проучавалац словенске историје и српске књижевност. На даље науке Јанковић је отишао у Немачку, на Универзитет у Халеу, где је уписао медицину. Ипак, медицина није представљала његов прави позив, она му је само пружала већу материјалну сигурност, док  је Јанковића више привлачила књига, њој се сав предавао у рационалистичком заносу тога доба. Поред мађарског и немачког, још као дечак могао је да се споразумева са својим вршњацима помало и на грчком и другим језицима. Током његовог школовања научио је руски, француски, латински и италијански, такође је познавао основе хебрејског језика. Вероватно је био из имућније породице, пошто је распусте проводио путујући по Италији и Француској и тако научио језике тих земаља, што ће му после помоћи у његовом преводилачком раду. Био је успешан у свом научном раду, нарочито из области физике и математике. Јанковић није могао лако купити књиге и штампарију. Постоје одређена сведочанства да му је Доситеј Обрадовић помагао својом уштеђевином, као и бројни Јанковићеви пријатељи и суграђани. Имао је великих потешкоћа са дозволама за отварање штампарије. Он ипак објављује неколико књига без званичне дозволе, продаје их у својој књижари, можда и ван ње. Могуће је да имао прећутну сагласност наших власти јер им је обећао да ће књиге бити на немачком, мађарском или латинском језику, а не на српском. Према истраживањима Васе Стајића постоји сведочанство да је објавио извод из једне немачке књиге Die Spietzruthen (Зашиљена шиба) и књигу која носи назив Die naturlich Tochter (Ванбрачна кћи). Од 1786. до 1789. године Јанковић се још више посветио издавању књига. Иако још није био прави издавач, тражио је и преводио рукописе, касније их припремајући за штампу. Јанковић одлази 1789. године у Беч где пише молбу да му се одобри оснивање штампарије у Београду и отварање књижаре. Желео је да допринесе ширењу националне културе и просвете. Међутим, то му државне власти нису одобриле јер се то противило ширењу германског духа. То је био један од главних разлога што није добио дозволу за отварање „ћириличне штампарије“ у Новом Саду. Године 1788. Халско природњачко друштво, које и данас постоји, бира га за свога члана и он се од тада потписује: „натуре испитателнег дружества у Хали члан“. Иако је његово почетно опредељење био научни рад, Јанковић се опредељује за друго занимање и 1789. године се враћа кући са намером да отвори прву српску штампарију. Набавио је штампарију у Лајпцигу, добио подршку од свог народа и митрополита Стратимировића, и у Новом Саду уз штампарију отворио је и једну књижару, са каталогом књига и слика. Јанковић је 1790. године отворио ову европску књижару која се налазила у близини Каулицијеве књижаре-књиговезнице, на углу Дунавске и данашње Змај-Јовине улице. У књижари су се налазиле књиге на њемачком и француском језику као и музикалије и часописи. О угледу ове књижаре сведочи и првокласни Каталог својствен отменој Европи. Међутим, није смео да штампа књиге на српском и румунском језику, јер је монопол над штампањем српских књига имао штампар Курцбек у Бечу. Курцбек је за то добио дозволу од Јосифа II и он се показао као главни Емануилов непријатељ. На крају ће му он коначно и стати на пут и осујетити намеру 1890. године, када се гаси штампарија у Новом Саду. Уз рад на штампању књига, Емануио је почео преводити драме са немачког и италијанског језика на српски, а написао је и један научни трактат.

### Смрт
Умро је врло млад, 1791. године у Суботици, на путу из Беча у Нови Сад. Исповедио је своје грехе јереју Михаилу Сточићу, пароху цркве св. Вазнесења, и причестио се, а сахранио га је "у гробље код цркве" 24. септембра јереј Јоан Петровић, парох Вазнесењске цркве у Суботици . Најстарији брат Емануила Јанковића, Јован, наследио је његову штампарију и књижару после његове смрти. Са најмлађим братом Петром, док их није преузео његов син Павле Јанковић, који је заправо прави настављач оног духа и штампарско-издавачког твораштва у Срба, чији је родоначелник био знаменити Емануил Јанковић. У Новом Саду више нема Јанковићевих потомака, као нити било какве за њега везане традиције у некој породици. Улица у Новом Саду носи његово име.

## Научни рад
Од сачуваних књижевних списа Емануила Јанковића, међу првима је научно дело о кружењу воде у простору Физическое сочиненије о исушенију и разделенију воде у воздух и изјасненије разливанија воде из воздуха на земљу. Ова књига је плод његових студија на медицини прве године, која му је послужила као препорука да 15. марта 1788. године буде примљен као редован члан Природњачког друштва у Халеу. У току боравка у Халеу Јанковић је добио позив да дође у Русију када заврши студије да буде професор математике и природних наука у Војној академији у Школву. Међутим, он овај позив није прихватио зато што још није био завршио студије и због неповољних прилика за остварење оваквих планова током  аустро-турског рата. Посветио се издавању књига које је сам припремао, најчешће преведених са мађарског. Прво је објавио превод биографије Гидеона Ернста Лаудона који је био популаран због победа у рату против турака. Ова књига је објављена 1788. године у Бечу и носи назив Описаније животаа и хероических дјел цесаро-краљевскога фелд маршала од Лаудон. Састав Физическое сочиненије је штампан у Лајпцигу 1787. године и није сачуван у целости, као што то нису ни неки други његови радови, нпр. Морална философија и Начала мудрости из области филозофије и логике. О његовом делу посвећеном саставу о кружењу воде у простору, које је клица развоја природних наука у Срба, до сада је било опречних мишљења. Неки од српских критичара су у духу руралне прагматичке филозофије давали овакве изјаве: „Да су наши старији већма се бринули – како ће саставити ваљан буквар, нег што су пишући: како се претвара вода у воздух... – далеко би више Срба данас знало читати и писати, нег што знају.“ Исти овај састав је пак, кад је објављен, био похваљен у немачком листу Algemane Literatur Zajtung, где је наведено да је то само један оглед из веће пишчеве Физике: „Садржај и форма расправе тако одговара смеру популарне науке, да се шкловској академији, камо је генерал Симеун Зорич позво Јанковића за професора баш после ове расправе, а поглавито српском народу, који скоро и нема матерњим језиком писаних књига, сме честитати на таквом учитељу.“ Зашто се Јанковић радије определио за штампарски рад и тако избегао вероватно успешну научну каријеру, до данас није познато. Неки тврде да је то учинио за добробит свога народа, да би се штампала српска књига од стране српског штампара, а не као дотад од странца и туђина Курцбека, и то у далеком Бечу. Физическоје сочињеније је било чувано у физичком кабинету Београдског универзитета до пре II светског рата, а после тога му се губи сваки траг.

## Драме Емануила Јанковића
Први међу Србима, Јанковић је кренуо да прави тзв. посрбе, за српско говорно и културно подручје адаптиране драме из других књижевности. Наравно, прво би их преводио са италијанског или немачког језика на српски, а потом би радњу смештао у домаћи миље – нпр. Банат, и ликовима давао српска имена. Своје мотиве зашто је то радио овако је објашњавао: „Ја сам изабрао тај пут из уверења, и било би ниско сујетно када бих ја, у место узор-дела странаца, поднео мојим сународницима моје још незреле радове.“ Прва његова преведена драма била је Терговци Карла Голдонија, коју је штампао у Лајпцигу 1787. године. У предговору занимљиво објашњава своје схватање моралног и књижевног значаја комедије и супротставља га народном схватању позоришне комедије као пуког блесављења и отимања новца: „Највећа част национални моји и данас јоште мисли да су комедије не само младости ни и старим људма шкодне, и само их за немецко измишљеније држе, гди су ђаволи Швабе измислили како ћеду варати новце от људи. Ниједан које сам у ову част национални моји рачунао, није имао прилику хасне комедије познати, не имајући ниједну у свом језику писану, а страни му је непознат. Он хоће своје сународнике из њиова незнања ослободити и комедије добре код њи у бољи кредит метути. Нека сваки прочита ову књигу до краја, па ће видети да то нису гола измишљања, но прави живот, стварни догађаји, случаји и битија која се сваки дан међ људма налазе.“
За Голдонија се одлучио када се вратио са путовања из Италије, највероватније под утицајем неке од српских позоришних трупа, која је била у потрази за позоришним комадом који би изводила на сцени. Десетак година после овога Емануило објављује драму Зао отац и неваљао син, или Родитељи учите вашу децу познавати, од немачког писца Франца Старка. Године 1793. у Вршцу је први пут играна ова представа и то је, како наводи историчар српске књижевности Јован Скерлић – најранија забележена позоришна представа код Срба, ако се изузму дотадашњи популарни ђачки игрокази. Трећа драма коју је Јанковић превео је Благодарни син – сеоска весела игра у једном дјејствију, стављена на просто сербски. Управо ова драма је први случај посрбљивања у нашој књижевности, и пошто се радња одиграва у Банату, дуго се веровало да је то оригинално Јанковићево дело.